# Yūichirō Kamiyama
Yūichirō Kamiyama (jap. 神山雄一郎 Kamiyama Yūichirō; ur. 7 kwietnia 1968 r. w Oyama) – japoński kolarz torowy, srebrny medalista mistrzostw świata.

## Kariera
Największy sukces w karierze Yūichirō Kamiyama osiągnął w 1989 roku, kiedy zdobył srebrny medal w sprincie indywidualnym podczas mistrzostw świata w Lyonie w 1989 roku. W wyścigu tym uległ jedynie Włochowi Claudio Golinellemu, a bezpośrednio wyprzedził swego rodaka Hideyuki Matsui. W 1996 roku wystartował na igrzyskach olimpijskich w Atlancie, gdzie odpadł już w eliminacjach sprintu. Cztery lata później, podczas igrzysk olimpijskich w Sydney był wraz z kolegami piąty w sprincie drużynowym, a rywalizację w keirinie zakończył w eliminacjach. W sprincie indywidualnym zdobył również złoty medal na igrzyskach azjatyckich w Bangkoku w 1998 roku, a na rozgrywanych w 2002 roku igrzyskach azjatyckich w Pusan zdobył złoto w drużynie. Ponadto dwukrotnie zajmował trzecie miejsce na zawodach Pucharu Świata w sprincie drużynowym: w Moskwie w 2003 roku i w Sydney w 2004 roku.